# Howard Kaylan

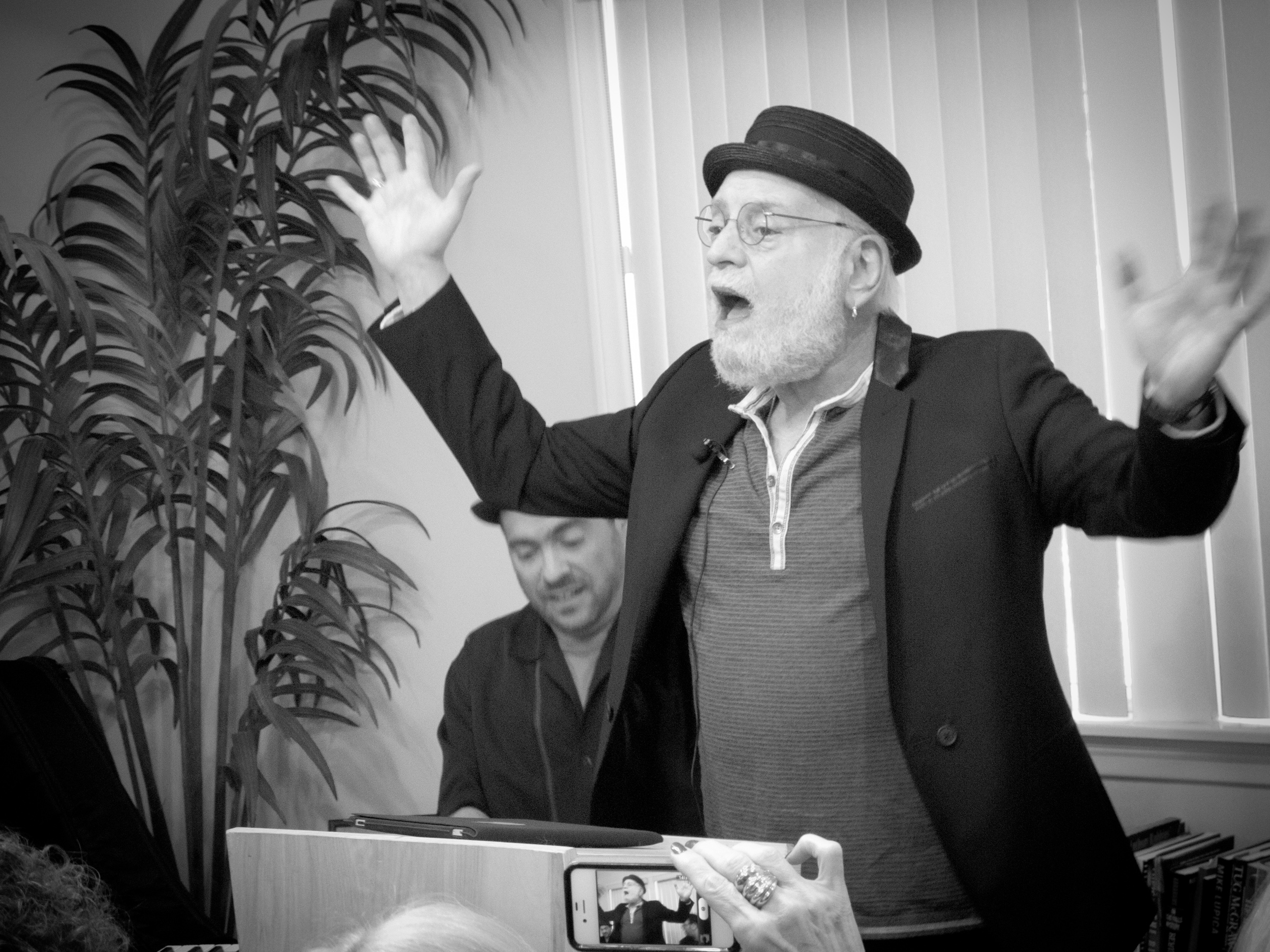
Howard Kaylan, 2012.

Howard Kaylan, född Howard Kaplan 22 juni 1947 i Bronx, New York, är en amerikansk sångare, låtskrivare och musiker. Han är främst känd för att tillsammans med Mark Volman bildat och varit medlem i popgruppen The Turtles under 1960-talet. Innan dess var han även medlem av surfrockbandet The Crossfires. Efter att Turtles upplöstes 1970 var han tillsammans med Volman med i The Mothers of Invention, där de bland annat medverkade i musikfilmen 200 Motels, innan de bildade duon Flo & Eddie. Duon gav mellan 1972 och 1981 ut ett antal studioalbum. Kaylan och Volman har senare även återbildat The Turtles. Han har även gjort inhopp som skådespelare i några filmer och TV-serier, samt verkat som radiopratare.
År 2006 gav han ut soloalbumet Dust Bunnies.